# Jorge Arche
Jorge Arche Silva, nació en Santo Domingo, Las Villas, Cuba el 6 de abril de 1905. Realizó estudios desde 1918 a 1923 en la Academia Villate, Sociedad Económica Amigos del País, La Habana, Cuba. En 1923 ca. en la Academia de San Alejandro, La Habana. En 1952 fungió como Jurado del Salón de Xilografías Cubanas, Galería La Rampa, La Habana. En 1953 fue director de la Escuela de Artes Plásticas de Camagüey, Cuba.

## Biografía
Desde 1923 estudió en la Academia de Artes Plásticas San Alejandro en La Habana. Se relacionó con los pintores modernos cubanos, en especial con Víctor Manuel García. Una obra al óleo suya, La carta, ganó un premio en el Primer Salón Nacional de Pintura y Escultura en 1935. Dos años después creó un mural en la Escuela Normal para Maestros de Santa Clara y realizó su primera exposición personal en el Liceo de La Habana. Murió en 1956.
Para sus retratos tomó como modelos a familiares, amigos e incluso a sí mismo con el objetivo de adentrarse en la psicología del personaje.

## Exposiciones personales
- En 1937 presenta su exposición personal "Exposición óleos Jorge Arche" en el Lyceum de La Habana.
- En 1976 "Jorge Arche 1905 1956" Museo Nacional de Bellas Artes, La Habana.

## Exposiciones colectivas
- En 1932 participa en la presentación colectiva "Exposición Única de Pintores y Escultores Cubanos" Lyceum, La Habana.
- En 1995 se presentó su trabajo en la muestra "El Tema Histórico en la Pintura Cubana" Museo Nacional de Bellas Artes, La Habana, CUBA.

## Premios
En el año 1945 obtuvo la Medalla de Oro del XXVII Salón de Bellas Artes, Círculo de Bellas Artes, La Habana, CUBA.

## Obras
- El retrato de Mary, 1938, 91,5x76,5 cm
- La Carta (1935)
- Mi mujer y yo (1937) oleo s/tela 122x102 cm
- Retrato de Don Fernando Ortiz
- Primavera o Descanso, 1940
- Jugadores de dominó, 1941

Sus principales colecciones se encuentran en:
- El Museo Ignacio Agramonte, Camagüey, CUBA.
- En el Museo Nacional de Bellas Artes, La Habana
- En el Museum of Modern Art, Nueva York, EE. UU.

Murió en Cádiz, España el 9 de noviembre de 1956